# Format radiowy
Format radiowy – oznacza konstrukcję takiej oferty programowej w rozgłośni radiowej, która spowoduje ściągnięcie jak największej liczby słuchaczy spełniających kryterium, jakim jest wybrana grupa docelowa, dla której radio się tworzy.
Radio sformatowane to radio, które dobrze zaspokaja potrzeby wybranej grupy docelowej, powodując, że grupa ta wybiera właśnie tę stację. Format radia jest swoistą mieszaniną muzyki i tematów poruszanych na antenie, które niejako „dobierają” określonego słuchacza. Dobrze sformatowane radio będzie generowało wysokie wskaźniki zasięgu w swojej grupie docelowej.
Formatowanie to nie tylko muzyka i określone audycje, ale także otoczka promocyjna, która im towarzyszy i system kontroli oceniający skuteczność działań wprowadzających format.
Stworzenie uniwersalnego formatu stacji, który jest akceptowalny przez „wszystkich” jest prawie niemożliwe, świat jest bowiem pełen różnych gustów, których stacja ta nie będzie w stanie zaspokoić. Muzyka, jaką dobiera się dla stacji radiowej, oraz programy w niej obecne determinują słuchaczy.
Formatowanie stacji tworzące jednolity i spójny wizerunek muzyczno-programowy daje możliwość doprecyzowania grupy docelowej i uzyskania przewagi konkurencyjnej wśród innych stacji.